# Tobey Maguire
Tobias Vincent "Tobey" Maguire, född 27 juni 1975 i Santa Monica, Kalifornien, är en amerikansk skådespelare och filmproducent. Maguire är bland annat känd för Spiderman-trilogin och Ciderhusreglerna.

## Biografi
Maguires föräldrar skildes när han var liten. Tillsammans med modern flyttade han runt ofta och bodde under uppväxten i bland annat Kalifornien, Oregon och Washington. Han hoppade av skolan efter nionde klass för att satsa helhjärtat på karriären som skådespelare. Maguire hade från början tänkt att bli kock men valde att satsa på skådespeleriet istället. Till en början blev det bara reklamfilmer, men senare fick han allt större roller i TV-serier och filmer. Hans första långfilmsroll var i filmen En främling i familjen från 1993. Maguire följde upp med framgångarna The Ice Storm från 1997 och Välkommen till Pleasantville från 1998. 1999 följde rollen som Homer Wells i Lasse Hallströms filmatisering av John Irvings roman Ciderhusreglerna.
Senare har han bland annat gjort sig känd för Spiderman-trilogin 2002-2007. 2003 följde han upp den första Spiderman-filmen med huvudrollen i Seabiscuit. År 2021 återvände han i rollen som Peter Parker / Spider-Man i filmen Spider-Man: No Way Home.

### Privatliv
Maguire har varit gift med Jennifer Meyer, dotter till Universal Studios-chefen Ron Meyer. Tillsammans har de en dotter född 2006 och en son född 2009.

## Filmografi
- 1989 – The Wizard
- 1990 – 1st & Ten (TV-serie)
- 1992 – Spökstan (TV-serie)
- 1992 – Roseanne (TV-serie)
- 1993 – En främling i familjen
- 1994 – Revenge of the Red Baron
- 1994 – Walker, Texas Ranger (TV-serie)
- 1994 – S.F.W.
- 1996 – Joyride
- 1996 – Seduced by Madness (TV-film)
- 1996 – Duke of Groove (TV-film)
- 1997 – The Ice Storm
- 1997 – Harry bit för bit
- 1998 – Fear and Loathing in Las Vegas
- 1998 – Välkommen till Pleasantville
- 1999 – Ride with the Devil
- 1999 – Ciderhusreglerna
- 2000 – Wonder Boys
- 2001 – Don's Plum
- 2001 – Som hund och katt (röst)
- 2002 – Spider-Man
- 2002 – 25th Hour (enbart produktion)
- 2003 – Seabiscuit (roll och produktion)
- 2004 – Spider-Man 2
- 2006 – The Good German
- 2007 – Spider-Man 3
- 2008 – Tropic Thunder
- 2009 – Brothers
- 2011 – The Details
- 2011 – Country Song (enbart produktion)
- 2011 – Seeking Justice (enbart produktion)
- 2012 – Rock of Ages (enbart produktion)
- 2013 – Good People (enbart produktion)
- 2013 – Den store Gatsby
- 2013 – Labor Day
- 2014 – The Spoils of Babylon (TV miniserie)
- 2014 – Pawn Sacrifice (roll och produktion)
- 2015 – Z for Zachariah (enbart produktion)
- 2016 – The 5th Wave (enbart produktion)
- 2017 – Baby-bossen (röst)
- 2019 – Brittany Runs a Marathon (enbart produktion)
- 2019 – Get Duked! (enbart produktion)
- 2019 – The Best of Enemies (enbart produktion)
- 2020 – The Violent Heart (enbart produktion)
- 2021 – Spider-Man: No Way Home
- 2022 – Babylon (roll och produktion)
- 2023 – Extrapolations (TV-serie)